# Eumysia
Eumysia is een geslacht van vlinders van de familie snuitmotten (Pyralidae), uit de onderfamilie Phycitinae.

## Soorten
- E. fuscatella Hulst, 1900
- E. idahoensis Mackie., 1958
- E. maidella Dyar, 1905
- E. mysiella Dyar, 1905
- E. pallidipennella Hulst, 1895
- E. semicana Heinrich, 1956